# Neely Tucker
Pour les articles homonymes, voir Tucker.
 (octobre 2015).
Si vous disposez d'ouvrages ou d'articles de référence ou si vous connaissez des sites web de qualité traitant du thème abordé ici, merci de compléter l'article en donnant les références utiles à sa vérifiabilité et en les liant à la section « Notes et références ».
Neely Tucker, né le 26 novembre 1963 à Lexington, dans l'État du Mississippi, est un écrivain et journaliste américain, auteur de roman policier.

## Biographie
Il passe son enfance dans le comté de Holmes, l'un des plus pauvres des États-Unis. Il fait ses études dans un établissement privé de Starkville, du comté d'Oktibbeha, où, tout en faisant partie de l'équipe de football, il est membre du comité de rédaction du journal étudiant. Il s'inscrit ensuite à l'université d'État du Mississippi, puis à l'université du Mississippi, où il obtient un diplôme en journalisme, avec mention spéciale, en 1986.
À sa sortie de l'université, il travaille d'abord au journal Florida Today, puis est reporter pour The Miami Herald. Pendant plusieurs années, il est ensuite correspondant de presse pour le quotidien Detroit Free Press dans plus de soixante pays, dont la Bosnie, le Rwanda et le Zimbabwe, où sa femme et lui adoptent un enfant. De retour en Amérique, il devient chroniqueur pour The Washington Post et pour The Washington Posts Sunday Magazine.
Ses mémoires, intitulés Love in the Driest Season (2004), obtiennent un gros succès critique. L'ouvrage est proposé pour le Prix Pulitzer et est classé parmi les 25 meilleurs livres de l'année par le magazine Publishers Weekly.
En 2014, Neely Tucker se lance dans le roman policier avec la publication de La Voie des morts (The Ways of the Dead), où apparaît le journaliste Sully Carter, héros qui revient dans Murder, D.C. (2015).

## Œuvre

### Romans policiers

#### SérieSully Carter
- The Ways of the Dead (2014) Publié en français sous le titre La Voie des morts, Paris, Gallimard, coll. « Série noire », 2015  (ISBN 978-2-0701-4556-0) ; réédition, Paris, Gallimard, coll. « Folio policier » no 871, 2018  (ISBN 978-2-0728-0528-8)
- Murder, D.C. (2015)

### Mémoires
- Love in the Driest Season: a Family Memoir (2004)